# Stanisław Brągiel
Stanisław Brągiel (ur. 3 września 1927 w Siedliskach, zm. 22 lutego 2001) – polski działacz partyjny i państwowy, podsekretarz stanu w Ministerstwie Handlu Wewnętrznego i Usług (1985–1987).

## Życiorys
Syn Franciszka i Rozalii. W 1946 zdał maturę w Państwowym Gimnazjum i Liceum Ogólnokształcącym w Ciężkowicach, następnie pracował jako pomocnik księgowego w Olsztynie. W latach 1946–1949 studiował na Wydziale Matematyczno-Przyrodniczym Uniwersytetu Warszawskiego, a w latach 1950–1953 zaocznie na Wydziale Handlu Szkoły Głównej Planowania i Statystyki (nauki nie ukończył). Ostatecznie w 1975 uzyskał tytuł magistra administracji na Uniwersytecie Warszawskim. Od 1963 należał do Polskiej Zjednoczonej Partii Robotniczej.
W 1949 zatrudniony w Ministerstwie Handlu Wewnętrznego, zajmował się statystyką i planowaniem w zakresie zaopatrzenia rynku. W ramach MHW kierował Referatem Planowania Zaopatrzenia Rynku w Departamencie Planowania (1963–1967) i wydziałem w Departamencie Artykułów Spożywczych (1967–1969). W 1969 został wicedyrektorem Departamentu Planowania, a w 1973 dyrektorem Departamentu Artykułów Przemysłowych (już w Ministerstwie Handlu Wewnętrznego i Usług). W latach 1976–1981 wicedyrektor generalny ds. handlowych Centrali Państwowego Handlu Wewnętrznego. Po powrocie do Ministerstwa Handlu Wewnętrznego i Usług pełnił w nim funkcje: dyrektora Departamentu Koordynacji i Zaopatrzenia Rynku (1981–1983), dyrektora generalnego (grudzień 1983 – marzec 1985) i podsekretarza stanu (marzec 1985 – październik 1987).